# Automatic vehicle location
Con l'espressione Automatic vehicle location (o AVL) si indica una tecnologia che consente di localizzare automaticamente i veicoli in diversi modi e per le necessità più svariate. Si utilizzano come sinonimi anche i termini:
- telelocalizzazione
- telerilevamento

Una delle principali applicazioni della tecnologia AVL è quella legata all'uso dei sistemi AVM, cioè di Automatic vehicle monitoring, in uso su numerose realtà del trasporto pubblico locale e che utilizzano la localizzazione come elemento principale del monitoraggio. In genere, la geolocalizzazione del veicolo è effettuata con il GPS, ed il meccanismo di trasmissione è un satellite, una radio o una connessione dati via rete cellulare. Altre possibilità per determinare la posizione, ad esempio dove il GPS non è utilizzabile, sono la navigazione stimata (dead reckoning), la  guida inerziale o l'uso di lettori RFID, e spesso ne vengono utilizzati più di uno in combinazione.
I dati sul tracciamento vengono poi trasmessi utilizzando un qualsiasi sistema di telemetria. Il GSM e l'EVDO sono le tecnologie più comunemente utilizzate per la telemetria, grazie al basso quantitativo di dati necessario per l'AVL, ed al relativo basso costo ed alla facile accessibilità di queste reti pubbliche. Il basso impiego di banda consente anche alla tecnologia satellitare di ricevere dati di telemetria a costi moderatamente superiori, ma attraverso una copertura globale dell'area in luoghi remoti non adeguatamente coperti da segnale radio terrestre.  Le antenne impiegate nei sistemi odierni sono in genere polibanda, capaci cioè di operare al tempo stesso nelle bande di frequenza dei sistemi di localizzazione e connessione dati a lungo e corto raggio, principalmente GPS, GSM (e generazioni successive come il GPRS) e Wi-Fi, ma anche altri (come GLONASS e Satcom).
L'AVL (e soprattutto la sua evoluzione AVM), è un potente strumento per gestire flotte di veicoli, siano essi di servizio, di emergenza o di squadre di costruzione, oltre che legati al trasporto pubblico (bus e treni).
Un tipico sistema è basato sul territorio in esame e utilizzato per tracciare simultaneamente flotte di veicoli. Il principale scopo del tracciamento è fornire un servizio ben calibrato o gestire grandi quantità di veicoli. Ad esempio, per gestire una flotta di ambulanze un sistema AVL consente di individuare il mezzo di volta in volta più vicino al punto nel quale è richiesto l'intervento. 

## Tipi di sistema

### Ricerca della direzione
Alcuni cellulari o sistemi wireless PCS usano la ricerca della direzione (o triangolazione) dei segnali di trasmissione emessi dal dispositivo mobile. Questo viene usualmente indicato con radio direction finding o RDF. Nel caso più semplice questi sistemi calcolano la distanza tra due punti fissi ed il dispositivo mobile, definendo un triangolo con questi tre punti. Con formule trigonometriche si riesce approssimativamente a localizzare il dispositivo mobile. Nei sistemi telefonici wireless, i telefoni trasmettono in continuazione il segnale, consentendo il tracciamento continuo e la raccolta di più punti di localizzazione possibile.

### I sistemi "LORAN-based"
Motorola realizzò un sistema negli anni '70 basato sul sistema di navigazione marittima LORAN, della guardia costiera degli Stati Uniti. Il sistema LORAN fu realizzato per le navi, ma i livelli del segnale erano tali da poter essere adottati anche con ricevitori posti nelle automobili. Motorola commercializzò il sistema con il nome "Metricom". Esso consisteva in un ricevitore LORAN a bassa frequenza ed in un modem di interfaccia connesso via radio. Il ricevitore e l'interfaccia calcolavano latitudine e longitudine in gradi decimali (formato base dei segnali LORAN). Questo veniva inviato via radio ad un sistema di controllo, che localizzava su una mappa la posizione approssimativa. Il sistema ebbe talvolta problemi con interferenze elettriche nelle aree urbane, che ne limitavano l'affidabilità. Il sistema era inoltre poco adatto ad operatori di limitate dimensioni.

### I sistemi di stazionamento
Per tracciare e localizzare veicoli su percorsi predefiniti, si utilizza la tecnologia dei punti di stazionamento. Essa è usata su strade e linee ferroviarie dove i veicoli che devono essere tracciati operano sempre sullo stesso percorso. Un transponder o un chip RFID lungo il percorso del veicolo viene contattato quando il treno o il bus attraversano il suo raggio d'azione. Quando ogni transponder è superato, il veicolo in movimento scambia un segnale di tipo ACK con il trasmettitore a terra. Il trasmettitore a bordo registra il passaggio al sistema di controllo. Questo consente la supervisione da parte di un call center o di un centro spedizioni per monitorare l'avanzamento del veicolo e confrontarlo con il percorso orario programmato. Questi sistemi si usano in alternativa ai segnali GPS in ambiti dove questo non è utilizzabile (es. gallerie, ecc.).

### I sistemi basati sul GPS
Il basso costo e l'ubiquità dei sistemi GPS ha consentito di realizzare sistemi di telelocalizzazione affidabili e accurati. I segnali GPS soffrono poco delle interferenze elettriche, e non richiedono di installare un sistema completo. Per ogni veicolo, occorrono solo un ricevitore per raccogliere il segnale dal satellite ed una radio per comunicare la posizione ad un centro di controllo.
La gran parte dei sistemi di telelocalizzazione privata invia i dati dal ricevitore GPS a bordo del veicolo verso un centro di controllo lungo una frequenza radio privata. Questi sistemi sono utilizzati per attività di tipo consegna pacchi o ambulanze. I sistemi più piccoli, che non giustificano un sistema radio separato, usano cellulari o PCS data service per comunicare i dati di localizzazione dal veicolo al rispettivo centro di controllo, presso il quale avviene il monitoraggio. Nei sistemi più semplici, i dati del GPS sono visualizzati su una mappa, aiutando gli operatori a localizzare ogni veicolo. Sistemi più complessi inviano i dati in un sistema di elaborazione che automatizza il processo. Ad esempio, l'assistenza elettronica consente di verificare la localizzazione di una telefonata di assistenza e di selezionare un elenco delle sole ambulanze poste nelle vicinanze, per facilitare la scelta del mezzo per l'intervento.

## Localizzatori Satellitari Open-Source

### Open GPS Tracker
Utilizzando un semplice telefonino cellulare e alcune comuni componenti elettroniche il progetto realizza un efficace sistema di rilevazione della posizione interfacciato con Google Maps.
Senza l'utilizzo del cellulare, ma semplicemente mediante collegamento GPRS si può avere un collegamento diretto e continuo. 

### OpenGTS
È un progetto Open Source che propone un software liberamente utilizzabile per creare un sistema di tracciamento. I dispositivi AVL supportati sono diversi compresi dispositivi basati su Android.
In realtà si tratta di un framework liberamente utilizzabile che permette di realizzare software di tracciamento e localizzazione personalizzati.